# Нирнбершки митинзи
Нирнбершки митинг (званично Reichsparteitag) је био годишњи митинг Националсоцијалистичке њемачке радничке партије који је одржаван у периоду између 1923. и 1938. године. Нарочито након доласка на власт Адолфа Хитлера 1933, ови митинзи су се претворили у важне нацистичке пропагандне догађаје. Пошто су митинзи између 1933. и 1938. године редовно одржавани у Нирнбергу, познати су као Нирнбершки митинзи.
На митинзима су приказивани и пропагандни филмови, тако су на митинзима 1933, 1934, и 1935. приказани филмови Лени Рифенштал: Победа вере, Тријумф воље и филм о Вермахту под насловом Tag der Freiheit: Unsere Wehrmacht.